# 무진대로

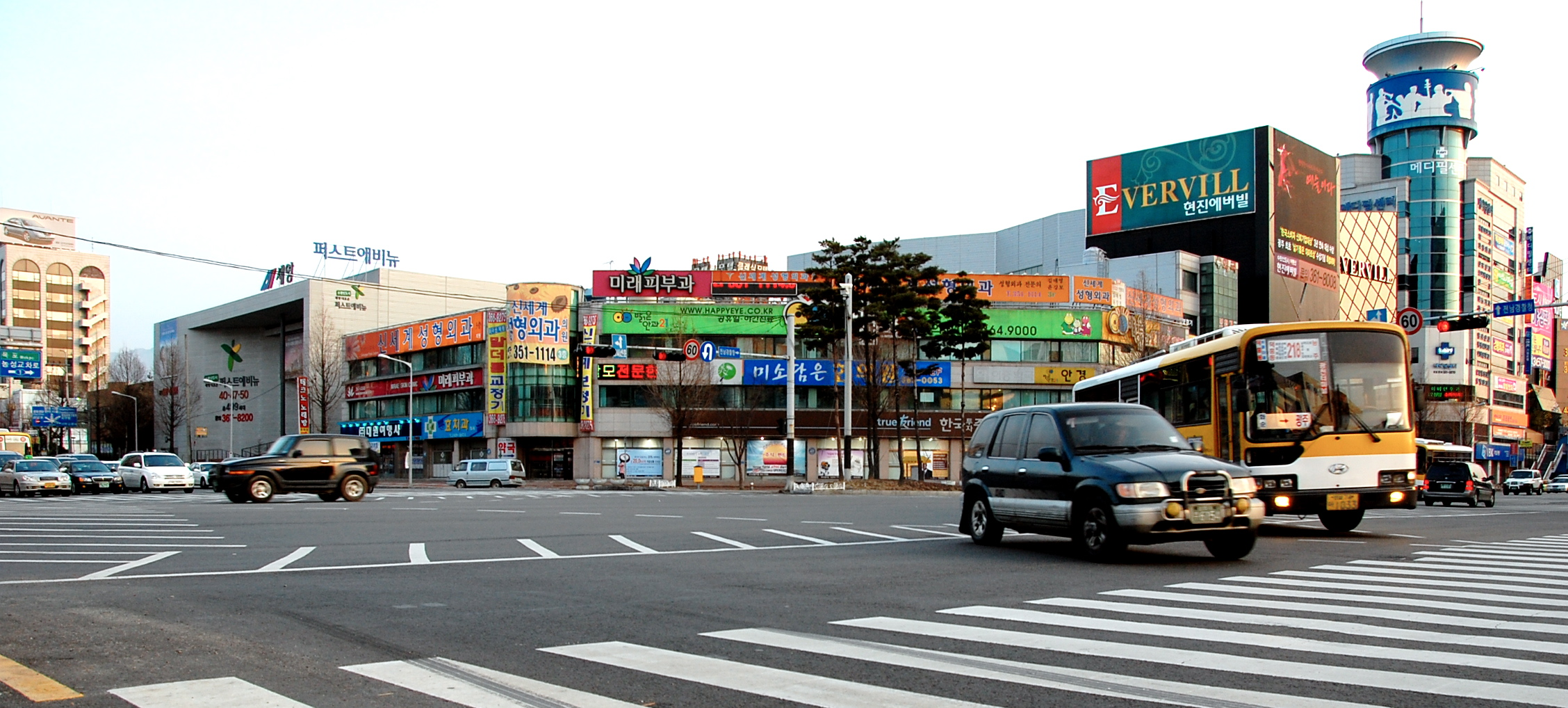
무진대로와 죽봉대로가 교차하는 광천사거리

무진대로(Mujin-daero, 武珍大路)는 광주광역시 광산구 운수동 운수 나들목과 서구 농성동 광천1교 교차로까지 이어지는 광주광역시의 도로이다. 가장 마지막에 개통된 한국무역협회 - 계수교차로 구간은 처음에는 일반도로로 개통했다가 이미 자동차 전용도로로 지정된 제2순환로와는 달리 오토바이 등이 통행하면서 안전 문제가 지적되자 2009년 6월 1일에 빛고을대로와 함께 자동차 전용도로로 지정되었다. 2009년 7월 27일에 무진대로로 명칭을 변경하였고, 이와 동시에 옛 '기아로' 구간도 합병하였다. 합병된 옛 '기아로' 구간은 명예도로로 고시일부터 5년간 본도로명과 병기한다.

## 연혁
- 1997년 10월 : 평동산단 진입로 1단계 (평동산단 - 운수 나들목 - 우산교) 개설공사 착공
- 2002년 3월 13일 : 평동산단 진입로 2단계 (한국무역협회 - 계수교차로 - 동림 나들목) 개설공사 착공
- 2002년 12월 23일 : 평동산단 진입로 1단계 (평동산단 - 운수 나들목 - 우산교) 개통
- 2005년 2월 7일 : 광천1교 남단 - 계수교차로 구간을 기아로로 분리
- 2005년 6월 30일 : 한국무역협회 - 계수교차로 구간 개통, 전 구간 개통
- 2009년 6월 1일 : 우산3교 ~ 버들교(광산구 우산동 ~ 서구 유촌동) 4.28km 구간을 자동차 전용도로로 지정[2]
- 2009년 7월 27일 : 2개 이상 자치구에 걸쳐있는 도로로 무진대로를 고시[3]
- 2016년 11월 5일 : 운수 나들목 광주에서 나주 방향 연결램프 개통[4]

## 주요 경유지
광주광역시
- 광산구 - 서구

## 노선
- (■): 자동차 전용도로 구간

| 이름                           | 접속 노선                           | 소재지                         | 소재지                         | 비고                           |
| 12호선 무안광주고속도로와 직결 | 12호선 무안광주고속도로와 직결      | 12호선 무안광주고속도로와 직결 | 12호선 무안광주고속도로와 직결 | 12호선 무안광주고속도로와 직결 |
| ------------------------------ | ----------------------------------- | ------------------------------ | ------------------------------ | ------------------------------ |
| 운수 나들목                    | 동곡로 하남진곡산단로               | 광주광역시                     | 광산구                         |                                |
| 소촌동                         | 소촌로                              | 광주광역시                     | 광산구                         | 광천 방면 진출입만 가능        |
| 우산교                         | 용아로                              | 광주광역시                     | 광산구                         |                                |
| 하남2지하차도                  | 국도 제13호선 (사암로)              | 광주광역시                     | 광산구                         | 전방향 좌회전 불가             |
| 우산3교                        | 풍영철길로 우산로95번길             | 광주광역시                     | 광산구                         |                                |
| 우산1교                        |                                     | 광주광역시                     | 광산구                         |                                |
| 상무 교차로                    | 임방울대로                          | 광주광역시                     | 광산구                         |                                |
| 어등대교                       |                                     | 광주광역시                     | 광산구                         |                                |
| 서구                           |                                     | 광주광역시                     |                                |                                |
| 유덕 나들목                    | 제2순환로                           | 광주광역시                     |                                |                                |
| 유덕1 교차로                   | 상무중앙로                          | 광주광역시                     |                                |                                |
| 무진교                         |                                     | 광주광역시                     |                                |                                |
| 계수 교차로 (버들교)           | 빛고을대로 운천로                   | 광주광역시                     |                                |                                |
| 상무주공아파트앞 교차로        | 상일로 유림로                       | 광주광역시                     |                                |                                |
| (이름 없음)                    | 광주광역시도 제32호선 (월드컵4강로) | 광주광역시                     |                                |                                |
| 종합버스터미널 교차로          | 광주광역시도 제95호선 (화운로)      | 광주광역시                     |                                |                                |
| 광천사거리                     | 국도 제1호선 (죽봉대로)             | 광주광역시                     |                                |                                |
| 광천1교 교차로                 | 내방로 월산로 천변우로 천변좌로     | 광주광역시                     |                                |                                |

## 주요 건물 및 시설
- 건강보험심사평가원 광주지원 (광주광역시 광산구 무진대로 210)
- KT&G 서광주지점 (광주광역시 광산구 무진대로 215)
- 한국환경공단 호남지역본부 (광주광역시 광산구 무진대로 217)
- 한국농수산식품유통공사 광주전남지역본부 (광주광역시 광산구 무진대로 218)
- 한국농어촌공사 전남지역본부 (광주광역시 광산구 무진대로 225)
- KT우산빌딩 (광주광역시 광산구 무진대로 246)
- 우산동 행정복지센터 (광주광역시 광산구 무진대로 246-12)
- LG유플러스 광주우산사옥 (광주광역시 광산구 무진대로 262)
- SK텔레콤 우산사옥 (광주광역시 광산구 무진대로 269)
- 광산구장애인복지관 (광주광역시 광산구 무진대로 276)
- 수협은행 전남지역금융본부 (광주광역시 광산구 무진대로 277)
- 광주무역회관, 근로복지공단 광산지사 (광주광역시 광산구 무진대로 282)
- 농협 광주영업본부 (광주광역시 광산구 무진대로 285)
- 유스퀘어 (광주광역시 서구 무진대로 904)
- KBC 광주방송 (광주광역시 서구 무진대로 919)
- 신세계백화점 광주점 (광주광역시 서구 무진대로 932)